# Margaretha van Godewijk
Margaretha van Godewijk, née le 30 août 1627 à Dordrecht et morte le 2 novembre 1677 dans la même ville, est une poétesse et peintre de l'Âge d'or néerlandais. 

## Biographie
Selon Houbraken, son père, professeur à l'école latine de Dordrecht, lui enseigne le grec, le latin, l'italien, le français et l'anglais. Elle comprend l'hébreu, et est douée pour faire des rimes. Nicolaes Maes lui apprend à peindre et elle est douée pour créer des paysages, des villas, des maisons, des fleurs et toutes sortes de navires, à la peinture à l'huile, à l'aquarelle et à la broderie. Elle est également douée en astronomie et réalise des gravures au diamant sur verre (roemers). Houbraken cite l'écrivain de Dordrecht, Mathias Balen (1611-1691), qui publie une histoire de Dordrecht incluant diverses femmes célèbres.
Selon la RKD, elle est l'élève de Cornelis Bisschop et devient peintre de fleurs mais aucune œuvre ne subsiste.
Elle est connue comme la « Perle de la jeunesse de Dordrecht » et la « Fleur du paradis des arts et des sciences ».